# Karl Binding

Karl Binding, um 1882

Karl Lorenz Binding (* 4. Juni 1841 in Frankfurt am Main; † 7. April 1920 in Freiburg im Breisgau) war ein deutscher Rechtswissenschaftler mit dem Hauptarbeitsgebiet Strafrecht. Er lehrte von 1873 bis 1913 als Professor für Strafrecht an der Universität Leipzig.

## Leben
Karl Binding entstammte einer alteingesessenen Frankfurter Bierbrauerfamilie. Sein Vater Georg Christoph Binding (1807–1877) war Appellationsgerichtsrat und ordentlicher Professor in Basel. Karl Binding studierte 1860–1863 in Göttingen Rechtswissenschaft und Geschichte. Er wurde 1863 mit einer rechtshistorischen Arbeit zur Natur der inquisitio des römischen Strafprozesses zum Dr. jur. promoviert. Nach seiner Habilitation 1864 in Heidelberg wurde er 1866 als ordentlicher Professor für Öffentliches Recht an die Universität Basel berufen. Vier Jahre später wechselte er auf einen Lehrstuhl für Strafrecht an der Universität Freiburg im Breisgau, 1872 folgte er dem Ruf auf einen ebensolchen an die nach dem Deutsch-Französischen Krieg neuerrichteten Kaiser-Wilhelm-Universität Straßburg. 

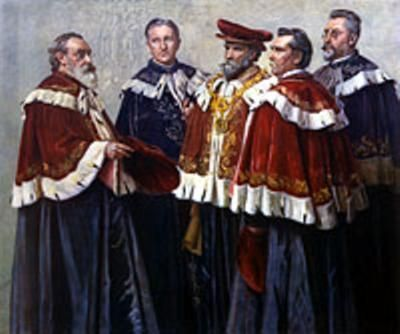
Karl Binding (Mitte) und die Dekane des Jubiläumsjahrs, Gemälde von Eugen Urban, 1909

Von 1873 bis 1913 lehrte Binding als ordentlicher Professor für Strafrecht an der Juristenfakultät der Universität Leipzig, deren Dekan er während sechs akademischer Jahre war (1876/77, 1884/85, 1889/90, 1893/94, 1899/1900, 1907/08). In den akademischen Jahren 1892/1893 und 1908/1909 war er Rektor der Universität Leipzig. Sein Rektorat von 1909 – dem 500. Jahr des Bestehens der Universität – wurde auch in einem Gemälde von Eugen Urban zusammen mit den Dekanen festgehalten. Das Gemälde befindet sich noch heute im Rektoratsgebäude der Universität.
Die Stadt Leipzig ernannte ihn 1909 in seiner Funktion als Rektor des Universitätsjubiläums in Wertschätzung für die Universität zum Ehrenbürger. Ebenfalls 1909 erhielt er von der Universität Leipzig den Ehrendoktortitel. Die Ehrenbürgerwürde wurde ihm am 19. Mai 2010 wegen seines mit dem Psychiater Alfred Hoche zusammen verfassten für die nationalsozialistischen „Euthanasie“-Aktionen maßgeblichen Werkes Die Freigabe der Vernichtung lebensunwerten Lebens. Ihr Maß und ihre Form vom Leipziger Stadtrat aberkannt.
Binding wurde 1920 auf dem Hauptfriedhof Freiburg im Breisgau bestattet.

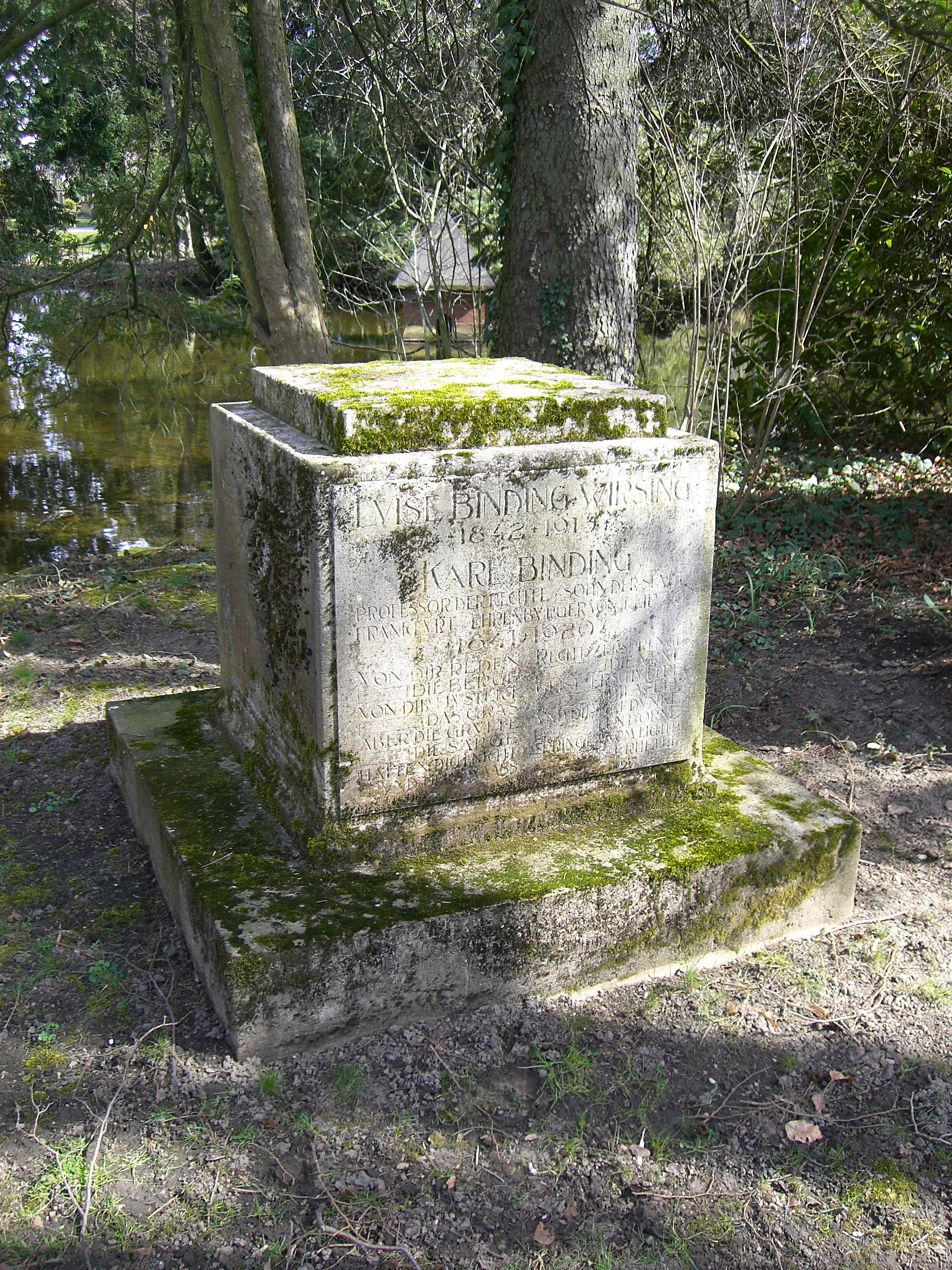
Ruhestätte Bindings auf dem Hauptfriedhof Freiburg im Breisgau

Bindings Sohn Rudolf G. Binding war ein bekannter Schriftsteller.

## Werk
Nach Binding sind es nicht die Strafgesetze, die von Verbrechern verletzt werden (im Gegenteil: ihre Handlungen erfüllen ja gerade die Tatbestandsmerkmale), sondern die – dem öffentlichen Recht angehörenden, von Strafgesetzen fundamental verschiedenen – „Normen“. Die Strafgesetze erlauben es aber immerhin, die Normen, die ihnen zugrunde liegen, zu erkennen (gedankliche Umwandlung in einen Befehl).
Bindings Normentheorie sieht das Wesen des Verbrechens in der Verletzung des staatlichen Anspruchs auf Gehorsam gegenüber den Normen als Sonderform des „Do ut des“. Da der Staat den Einzelnen durch die Rechtsordnung vor der Verletzung seiner Rechte schützt, kann der Staat vom Bürger auch die Respektierung der Rechtsordnung verlangen. Wer ein Verbrechen begeht, verletzt die entsprechende Norm und gefährdet die Autorität des Gesetzes. Da es Binding vor allem auf die Respektierung der Rechtsordnung ankam, bestand für ihn ein ganz wesentlicher Unterschied zwischen bewusster und unbewusster Auflehnung gegen das Recht. Eine Vorsatzstrafe sollte im Gegensatz zur Rechtsprechung nur dann greifen, wenn der Täter das Unrecht seiner Tat erkannt hatte (sog. Vorsatztheorie).
Um die Autorität des Gesetzes zu bewahren, bedarf es nach Binding der Strafe, worunter er eine vom Staat erzwungene Einbuße des Täters an Rechten oder Rechtsgütern verstand. Die Strafe und der Strafvollzug dienen nicht der Resozialisierung o. ä., sondern allein der „Unterwerfung des Verbrechers“ unter die siegreiche Gewalt des Rechts. Wie und wozu die Strafe ansonsten vollzogen wird, interessiert Binding darüber hinaus allenfalls am Rande. Das bringt Binding in Konflikt mit der präventiv orientierten modernen oder soziologischen Richtung der Strafrechtswissenschaft um Franz von Liszt und dessen Konzept der „Zweckstrafe“, die im Gegensatz zur klassischen, an der Vergeltungstheorie festhaltenden Schule steht.
Weiterhin ist Binding bekannt für den von ihm geprägten juristischen Vermögensbegriff, der im Rahmen der Betrugsstrafbarkeit für viele Jahre die juristische Diskussion um die Bestandteile des strafrechtlich geschützten Vermögens geprägt hat. Heute ist seine Auffassung hingegen weitgehend vom vermittelnden juristisch-ökonomischen Vermögensbegriff verdrängt worden.
In einem anderen Licht erscheint Binding in seiner gemeinsam mit Alfred Hoche verfassten Broschüre Die Freigabe der Vernichtung lebensunwerten Lebens, die kurz nach Bindings Tod herausgegeben wurde. Darin sprechen sich die Autoren dafür aus, die Tötung unrettbar Kranker und Verwundeter (die sie diffamierten als „Ballastexistenzen“ und „Menschenhülsen“) sowie unheilbar „Verblödeter“ nach Maß und Form zu erlauben. Das „absolut zwecklose Leben“ der „unheilbar Blödsinnigen“, die für ihre „Angehörigen wie für die Gesellschaft eine furchtbar schwere Belastung bilden“, war Binding zufolge weder von einem rechtlichen noch von einem sozialen, sittlichen oder religiösen Standpunkt betrachtet geschützt und daher auf Antrag zur Tötung freizugeben.

## Werke (Auswahl)
- Das burgundisch-romanische Königreich (von 443 bis 532 n. Chr.). Eine reichs- und rechtsgeschichtliche Untersuchung.
  - Erster Band: Geschichte des burgundisch-romanischen Königreichs. Mit einer Beilage: Sprache und Sprachdenkmäler der Burgunden. Von Wilhelm Wackernagel. Leipzig 1868 (Der zweite Band: Die Rechtsentwicklung im … wurde zwar angekündigt, ist aber wohl nicht erschienen).
- Die Normen und ihre Übertretung. Eine Untersuchung über die rechtmäßige Handlung und die Arten des Delikts. Vier Bände, Meiner, Leipzig 1872–1920; Neudruck Aalen 1965.
- Die Gründung des Norddeutschen Bundes. Ein Beitrag zur Lehre der Staatenschöpfung. In: Festgabe der Leipziger Juristenfakultät für Dr. Bernhard Windscheid, Duncker & Humblot,  Leipzig 1888, S. 2–72 (Google Books).
- Der Versuch der Reichsgründung durch die Paulskirche in den Jahren 1848 und 1849. Duncker & Humblot, Leipzig 1892 (Google Books).
- Lehrbuch des gemeinen deutschen Strafrechts. Besonderer Teil, 2 Bände, Engelmann, Leipzig 1902–1905.
- Die Ehre. Duncker & Humblot, Leipzig 1909 (Digitalisat).
- Die Schuld im deutschen Strafrecht. Meiner, Leipzig 1919.
- Die Freigabe der Vernichtung lebensunwerten Lebens. Ihr Maß und ihre Form. Zusammen mit Alfred Hoche. Postum, Leipzig 1920.

als Herausgeber
- Deutsche Staatsgrundgesetze in diplomatisch genauem Abdrucke. Zu amtlichem und zu akademischem Gebrauche. Herausgegeben von Karl Binding. Verlag Wilhelm Engelmann, Leipzig.
  - Band I: Die Verfassung des Norddeutschen Bundes.
  - Band II (1893): Die Verfassung des Deutschen Reiches vom 28. März 1849 und die Entwürfe der sogenannten Erfurter Unionsverfassung (März und April 1850) (Google Books).
  - Band III: Die Rheinbundakte.
  - weitere, die  Verfassungen der einzelnen Länder betreffend.